# Coração de Maria

Coração de Maria este un oraș în statul Bahia (BA) din Brazilia.